# Austrolimnophila (Austrolimnophila) wilfredlongi
Austrolimnophila (Austrolimnophila) wilfredlongi is een tweevleugelige uit de familie steltmuggen (Limoniidae). De soort komt voor in het Australaziatisch gebied.